# Lausnitz
Lausnitz település Németországban, azon belül Türingiában. Lakosainak száma 300 fő (2023. december 31.).

## Népesség
A település népességének változása:
| Lakosok száma | 318  | 303  | 307  | 306  | 300  |
|               | 2017 | 2019 | 2021 | 2022 | 2023 |